# Typ 89 Chi-Ro
Typ 89 Chi-Ro – japoński czołg średni z okresu II wojny światowej.
W 1927 roku rozpoczęto w Japonii prace nad czołgami średnimi. W arsenale w Osace wykonano wtedy serię prototypów czołgu oznaczonego jako Nr2 (Typ 87). Po ich przebadaniu uznano, że nie nadają się one do produkcji seryjnej. Kolejna opracowana konstrukcja łączyła rozwiązania brytyjskiego czołgu Vickers Typ C i czołgu Typ 87. Po testach prototypów pojazd skierowano do produkcji jako Chi-Ro 89. Nowy czołg miał klasyczny układ konstrukcyjny. Napędzany był przy pomocy sześciocylindrowego silnika gaźnikowego chłodzonego cieczą. Układ jezdny składał się z dziewięciu kół jezdnych z każdej strony (osiem z nich było zblokowanych w czterokołowe wózki), koła napędowego i napinającego. Uzbrojenie składało się z armaty kalibru 57 mm typu 90 i dwóch karabinów maszynowych. Jeden z nich zamontowany był w kadłubie, drugi z tyłu wieży.
Produkcję seryjną rozpoczęto w 1929 roku. W następnym roku rozpoczęto produkcję zmodyfikowanych wozów oznaczonych jako 89B lub 89 Otsu. Miały one pancerz z dodatkowym włazem w przedniej części kadłuba, oraz przeprojektowaną wieżę, układ napędowy i mocowania uzbrojenia. Czołg wyposażono w nowe, drobnoogniwkowe gąsienice.
W 1936 roku pod wpływem doświadczeń z Mandżurii zmieniono napęd czołgu zastępując silnik gaźnikowy silnikiem wysokoprężnym Mitsubishi chłodzonym powietrzem o mocy 120 KM z możliwością zastosowania chłodzenia cieczą. W następnym roku zastosowano silnik wysokoprężny o mocy zwiększonej do 160 KM, przekonstruowano skrzynię przekładniową i układ jezdny. Część czołgów wyposażono w ogon ułatwiający pokonywanie okopów. W 1937 roku część czołgów wyposażono w armaty Typ 97.
Czołgi Typ 89 były używane bojowo podczas walk w Chinach, w czasie starć z Armią Czerwoną nad rzeką Chałchin-Goł w 1939 roku, a później podczas walk na Filipinach w 1944 roku.